# Provinciale weg 492
De provinciale weg 492 loopt van Rotterdam (Charlois) naar Spijkenisse (met een onderbreking door S102 in Hoogvliet) en vormt een gedeelte van de Groene Kruisweg. Het gehele traject heeft 2 x 2 rijstroken met uitzondering van (de toeritten van) de Spijkenisserbrug, waar wordt gewerkt met een wisselstrooksysteem. Tot metrostation Tussenwater in Hoogvliet loopt de weg parallel met lijn D van de Rotterdamse metro. De weg is in beheer bij de provincie Zuid-Holland. 
Het trajectdeel in Hoogvliet behoorde tot 2015 ook tot de N492, voordat stadsroute S102 werd ingesteld in Hoogvliet.